# 普林尼式火山噴發

普林尼式火山噴發的解構圖：(1) 火山灰柱；(2) 岩漿通道；(3) 火山灰雨；(4) 熔岩及火山灰層；(5) 地層；及(6) 岩漿房

普林尼式火山噴發（Plinian eruption），又名維蘇威式火山噴發，是火山噴發的一種，其特徵類似公元79年的維蘇威火山噴發。古羅馬学者老普林尼（拉丁語：Gaius Plinius Secundus）在研究此次火山喷发的观察中葬身，其外甥小普林尼（Gaius Plinius Caecilius Secundus）紀錄描述了喷发过程。普林尼式火山噴發特徵是噴射高达平流層（十公里以上）的火山氣體及火山灰。最特別的是其噴發大量的浮岩及非常劇烈的氣體爆發。
短暫的噴發可以在一天內完結，但也可以長達數日，甚至數月。較長時間的噴發最初导致灰雲的生成，有時會連同火山碎屑流。这种喷发可以噴出大量岩漿，導致地下岩漿室騰空而使火山口崩塌，形成破火山口。細灰可以覆蓋很大面積。普林尼式火山噴發一般伴随着巨大的轰鸣，就如喀拉喀托火山噴發時一樣。
熔岩一般是由流紋岩及有豐富的矽酸鹽构成。普林尼式火山噴發很少會有玄武岩熔岩，而最近一次有玄武岩熔岩的喷发来自1886年的塔拉威拉山噴發。

## 小普林尼描述

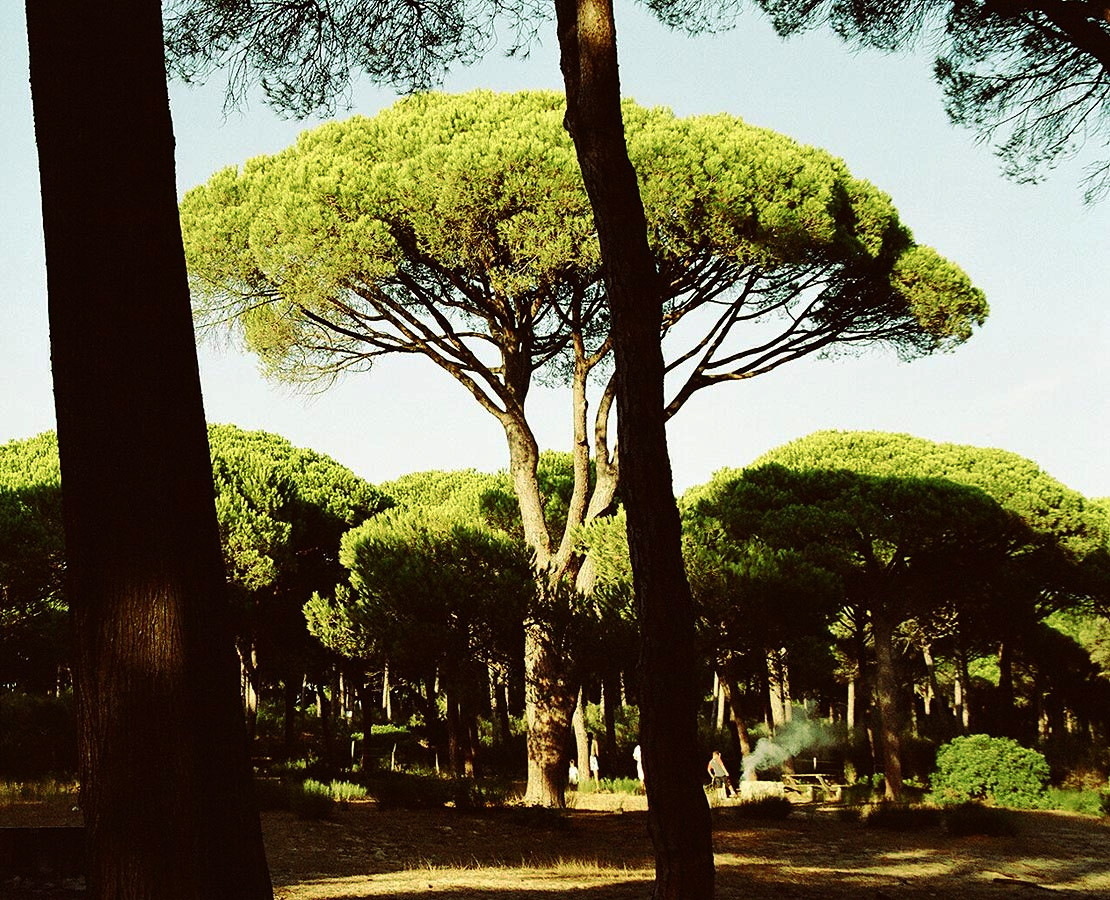
小普林尼以意大利松來描述普林尼式火山噴發。

小普林尼指出他的母親於79年8月24日看見形狀和大小都不尋常的雲。初時並不清楚雲的來處，後來才確認是來自維蘇威火山。雲的形狀就像意大利松，如樹幹般上升到極高處，於頂端擴散。
老普林尼在那不勒斯灣出發前往灾难现场以观察火山并拯救災民。其屍體於8月26日被發現，身上沒有明顯的傷痕，可能是窒息或中毒致死。

## 例子

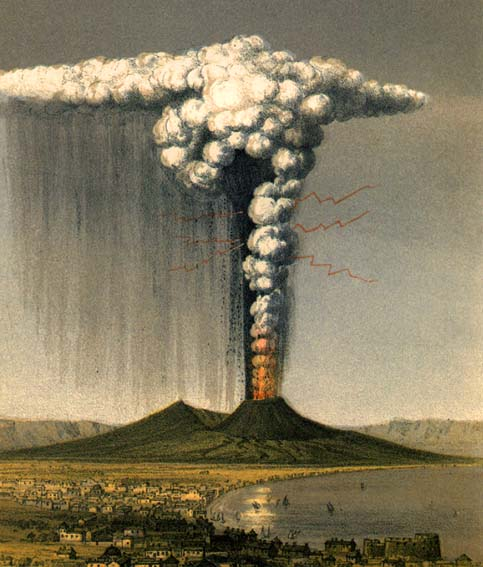
1822年藝術家描繪的79年維蘇威火山噴發。

- 2009年6月俄羅斯馬圖阿島噴發；
- 1991年菲律賓皮納圖博火山噴發；
- 1980年美國聖海倫斯火山噴發；
- 1886年新西兰塔拉威拉火山爆發；
- 1883年印尼喀拉喀托火山噴發；
- 1815年印尼坦博拉火山噴發；
- 1707年日本富士山寶永大噴發；
- 1667年及1739年日本樽前山噴發；
- 西元79年維蘇威火山爆發
- 前1645年希臘聖托里尼噴發；[1]
- 前4860年美國的噴發形成火山口湖；
- 76萬年前美國長谷火山口噴發。

## 外部連結
- USGS圖片 （页面存档备份，存于）